# Bring It All Back – 2015 Arena Tour
Tournées par {{{artiste}}}
S Club United Tour
(2003)
Bring It All Back Tour est une tournée du groupe pop anglais S Club 7, réalisée en 2015. Il s'agit de la dernière tournée avec Paul Cattermole, décédé en avril 2023. À la suite de la mort de ce dernier, Hannah Spearritt restera dans le groupe mais ne participera pas à la tournée suivante intitulée Good Times Tour.
| Date        | Ville       | Pays           | Lieu                             |
| ----------- | ----------- | -------------- | -------------------------------- |
| 7 mai 2015  | Birmingham  | Angleterre     | Birmingham Genting Arena         |
| 8 mai 2015  | Manchester  | Angleterre     | Manchester Arena                 |
| 9 mai 2015  | Newcastle   | Angleterre     | Metro Radio Arena                |
| 11 mai 2015 | Bournemouth | Angleterre     | Bournemouth International Centre |
| 12 mai 2015 | Cardiff     | Pays de Galles | Motorpoint Arena Cardiff         |
| 13 mai 2015 | Liverpool   | Angleterre     | Echo Arena Liverpool             |
| 15 mai 2015 | Nottingham  | Angleterre     | Nottingham Capital FM Arena      |
| 16 mai 2015 | Londres     | Angleterre     | O2 Arena                         |
| 17 mai 2015 | Londres     | Angleterre     | O2 Arena                         |
| 19 mai 2015 | Leeds       | Angleterre     | First Direct Arena               |
| 20 mai 2015 | Glasgow     | Écosse         | The SSE Hydro                    |
| 21 mai 2015 | Sheffield   | Angleterre     | Motorpoint Arena Sheffield       |

## Titres
1. Bring the House Down
2. S Club Party
3. You're My Number One
4. Love Ain't Gonna Wait for You
5. Two in a Million
6. Alive
7. Stronger (Tina solo)
8. Reach (Paul solo) - Acoutique
9. Straight Up (Hannah solo)
10. Hello Friend (Jo & Jon)
11. Natural
12. Have You Ever
13. You
14. Good Times / Friday Night / Dance Dance Dance / Do It Till We Drop / Who Do You Think You Are? (Bradley DJ solo)
15. Medley : Some Girls / Sweet Dreams My LA Ex (Rachel solo)
16. Viva La Fiesta
17. Bring It All Back
18. Uptown Funk
19. Say Goodbye
20. Reach
21. Never Had a Dream Come True
22. Don’t Stop Movin’